# Martín Gómez
Martín Antonio Gómez Rodríguez (Provincia di Chiriquí, 14 maggio 1989) è un calciatore panamense, difensore del San Francisco e della Nazionale panamense.

## Carriera

### Nazionale
Ha esordito in Nazionale nel 2009.
Viene convocato per la Copa América Centenario del 2016 negli Stati Uniti, in sostituzione dell'infortunato Ismael Díaz.